# Delicatessen
A Delicatessen 1991-ben készült francia filmszatíra, szürreális fekete komédia. A történet és a dramaturgia abszurditása, a groteszkbe hajló színészi játék, a sodró képi világ és a vágás ritmusa az 1990-es évek francia új hullámának kultuszfilmjévé avatta. A több alkotást (L’évasion, 1978; Le manège, 1980; Elveszett gyerekek városa, 1995) is jegyző rendezőpáros, Marc Caro és Jean-Pierre Jeunet első egész estés játékfilmje.
1991-ben forgatókönyvírói elnyerték az Európai Filmdíjat, a Tokiói Nemzetközi Filmfesztivál fődíját, valamint a Katalóniai Nemzetközi Filmfesztivál rendezői, férfi főszereplői, filmzenei és forgatókönyv-írói díját. 1992-ben a forgatókönyv-írói, az elsőfilmes rendezői, vágói és díszlettervezői kategóriákban a film négy César-díjat vitt el.

## Történet
A film az 1950-es évek tárgyi kultúráját tükröző, de egy feltehetően jövőbeni világégés sújtotta francia városban játszódik. A világ a poklot idézi, az élet és a megélhetés kilátástalan, bankjegy helyett bab és borsó a fizetőeszköz, az élelmiszer és az önzetlen emberi kapcsolat egyaránt hiánycikk. A jólelkű, barátságos, állás nélkül maradt cirkuszi bohóc, Louison (Dominique Pinon) egy apróhirdetésre jelentkezve szegődik el a mészáros Clapet-hoz (Jean-Claude Dreyfus) mindenesnek. Szállást is kap a bérházban, ám egyvalamit nem tud: az apróhirdetésre jelentkező mindenesek rendre Clapet földszinti hentesáruboltjában végzik darált húsként kiporciózva – a lakók tudtával és összefogásával. Louison azonban meghitt kapcsolatba kerül a mészáros legfelső emeleten lakó vaksi leányával, Julie-vel (Marie-Laure Daugnac), aki mindent elkövet annak érdekében, hogy az új mindenes megmeneküljön apja hentesbárdja elől. A város csatornarendszerében illegalitásban élő, vegetáriánus terroristákhoz, a trogloditákhoz fordul segítségért, akik eltökélt tökéletlenségükkel, a kétbalkezesek igyekezetével tesznek meg mindent rosszul Louison kiszabadításáért.
A főszereplők kalandjain keresztül a néző megismerkedhet az abszurd ház bizarr lakóival, élükön az embertelen és szadista Clapet-val, a konzervdobozokat báránybégetésre hangoló emeleti lakókkal, az eltökélt öngyilkossági kísérleteiből rendre megmenekülő Aurore Interligatorral, az önellátásra berendezkedő, csigát és békát tenyésztő alagsori úrral. Tanúja lehet a lépcsőházba gurult pamutgombolyagja után kacsázó Tapioca nagymama lemészárlásának és kiporciózásának, és minden gyerek álmának: hogy lehet és kell egy fürdőszobát megtölteni színültig vízzel. A film egyik nagyjelenete Clapet és Mademoiselle Plusse szeretkezése a nyikorgó vaságyon, amelyhez gyors, egymást követő vágásokkal a ház egyes lakóinak hasonló ritmusú tevékenysége ad kísérőzenét egészen a végső pillanatig, majd ezt követően Louison és Mademoiselle Plusse kedves és dramaturgiailag tökéletes jelenete, amelynek során az ágy szélén rugózva és feszülten fülelve igyekeznek megállapítani: hol helyezkedhet el a nyikorgásért felelős rugó.